# Abdullah al-Ahrak
Abdullah Abdulsalam al-Ahrak (arabisch عبد الله عبد السلام الأحرق, DMG ʿAbd Allāh ʿAbd as-Salām al-Aḥraq; * 10. Mai 1997 in Doha) ist ein katarischer Fußballspieler. Er ist im Mittelfeld beheimatet und führte bei seinem aktuellen Klub al-Duhail dort diese Rolle offensiv aus.

## Karriere

### Verein
Er startete seine Karriere in der Jugend von al-Duhail und ging hier zur Saison 2015/16 von deren Reservemannschaft in die U21-Mannschaft des belgischen Klubs KAS Eupen über, da diese mit Duhail eine Kooperation pflegen. Am Ende dieser Saison wechselte er weiter zu Júpiter Leonés nach Spanien, welche ebenfalls eine Kooperation mit seinem katarischen Ausbildungsklub pflegen. In der Saison, in der er der drittklassigen Mannschaft angehörte, wurde er jedoch nur jeweils einmal in der Copa del Rey und einmal im Ligaspielbetrieb eingesetzt.
Seit der Spielzeit 2017/18 ist er zurück bei al-Duhail, wo er beim 2:0-Sieg am 2. Spieltag der Saison über den al-Arabi SC in der 82. Minute für Luiz Ceara erstmals eingewechselt wurde. Am Ende gewann er mit der Mannschaft dann auch seine erste Meisterschaft. Zur Saison 2019/20 wurde er nochmal zu al-Ahli ausgeliehen, von denen er aber bereits Ende Februar 2020 wieder zurückkehrte. So wirkte er zum Saisonende auch noch bei seinem Stammklub und holte seine zweite Meisterschaft. 
Seitdem kommt er zu guten Einsatzzahlen, hat jedoch aufgrund von Verletzungen fast das komplette Jahr 2022 verpasst.

### Nationalmannschaft
Sein erster Einsatz im Dress der katarischen A-Nationalmannschaft hatte er am 23. August 2017 bei einem 2:1-Freundschaftsspielsieg über Turkmenistan, wo er in der 77. Minute für Karim Boudiaf eingewechselt wurde. Gleich danach wurde er auch in einem Spiel der Qualifikation für die Weltmeisterschaft 2018 eingesetzt, sowie zum Ende des Jahres auch in einer Partie des Golfpokal 2017.
Anschließend kam er im Jahr 2018 gar nicht mit zum Einsatz, stand dafür nach einem Freundschaftsspiel im Kader der Mannschaft bei der Copa América 2019, die dort als Gast teilnehmen durfte. Hier kam er jedoch wieder nur auf einen Einsatz. Nach einem Einsatz im Golfpokal 2019 und weiteren Freundschaftsspielen, wurde er ab 2020 dann auch in der Qualifikation für die Weltmeisterschaft 2022 eingesetzt, in der Katar als Gastgeber ohne Wertung mitspielte.
Als Teil des Kaders der katarischen Gastmannschaft, war er auch Teil der Teilnehmer beim Gold Cup 2021. Hier gelang ein Durchmarsch bis ins Halbfinale, wo er mit seinem Team gegen die USA schließlich mit 0:1 klein bei geben musste. Später im Jahr war er auch beim FIFA-Arabien-Pokal 2021 dabei. Hier wurde er im Gruppenspiel gegen den Irak, im Halbfinale und dem Spiel um Platz drei gegen Ägypten eingesetzt.